# Luca Pacioli

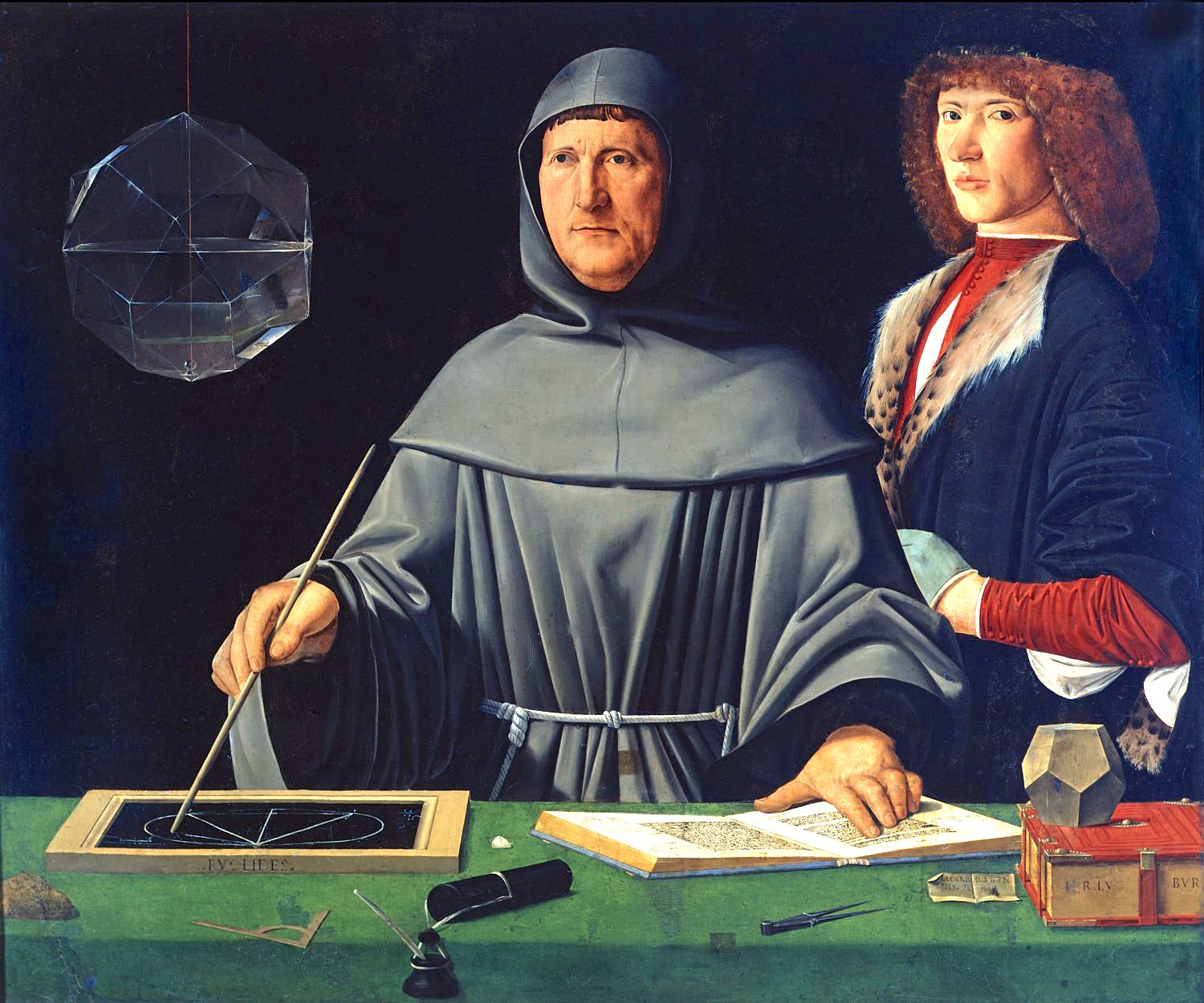
Luca Pacioli pictat de en (it, Napoli). Pe masă se văd instrumente geometrice, iar Pacioli demonstrează una din teoremele lui Euclid.

Fra Luca Bartolomeo de Pacioli (numit și Luca di Borgo; n. 1446/7, Borgo Sansepolcro, Toscana - d. 19 iunie 1517, Roma) a fost un matematician și călugăr franciscan italian și colaborator al lui Leonardo da Vinci. Mai este denumit și părintele contabilității pentru contribuțiile sale de pionierat în acest domeniu. A introdus principiul dublei înregistrări în contabilitate.

## Scrieri

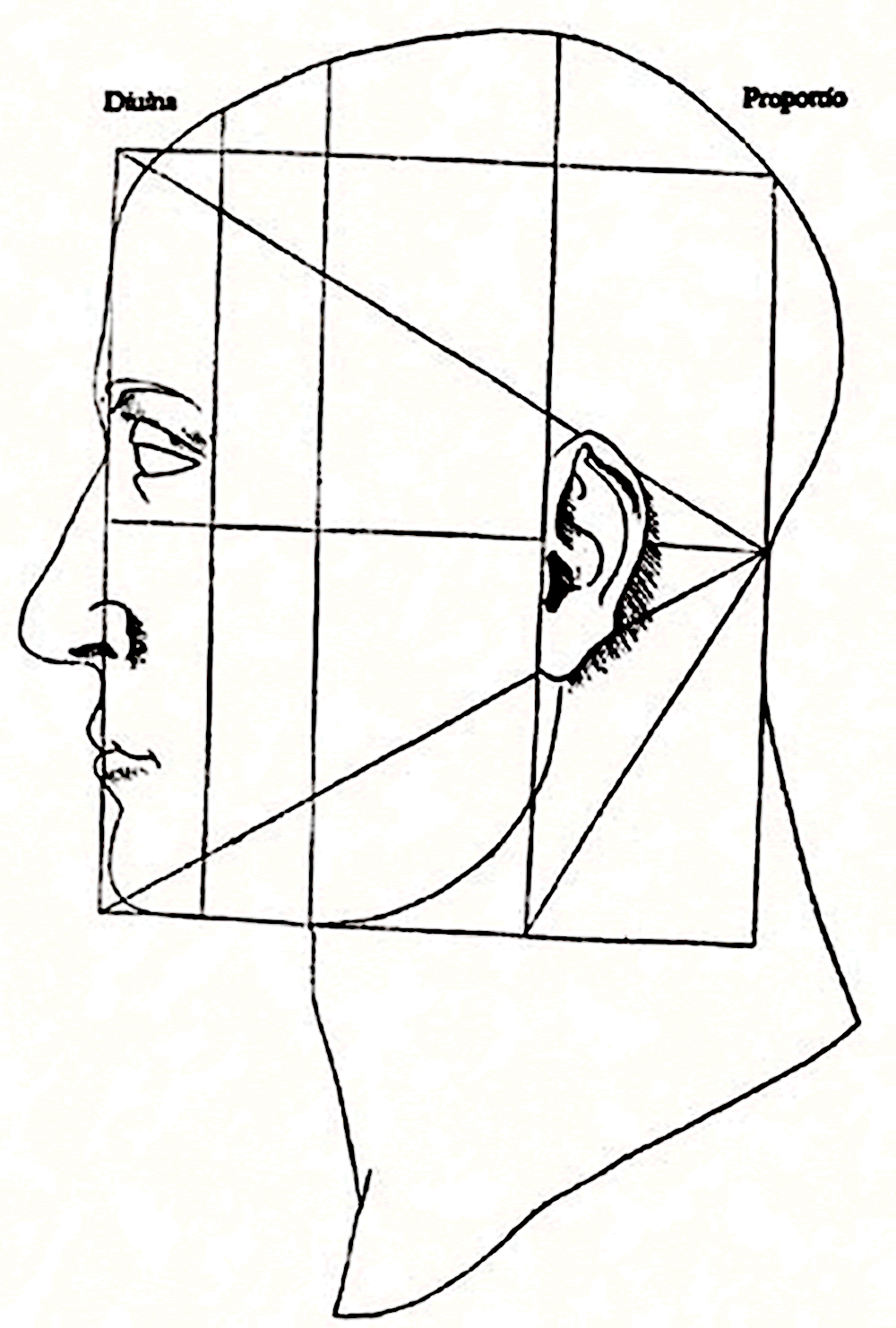
Evidenţierea raportului de aur între diversele componente ale feței umane, așa cum apare în De divina proportione.

- 1494: Summa de arithmetica, geometria, proportioni et proportionalita, sinteză a cunoștințelor de matematică ale acelei epoci
- 1496 - 1508: De viribus quantitatis, tratat despre matematică, dar și despre magie
- 1509: Geometrie, o traducere în latină a Elementelor lui Euclid
- 1496 - 1498: De divina proportione⁠(en)[traduceți], care evidențiază în special proporțiile matematice, mai ales secțiunea de aur, existentă în diverse opere arhitectonice, dar și în cadrul corpului uman.

Pacioli a mai scris un tratat privind jocul de șah, intitulat De ludo scachorum⁠(en)[traduceți] (Despre jocul de șah) și descoperit abia în 2006.